# Rådman
Rådman är dels en historisk titel för medlemmar av en stads magistrat, dels idag en titel för domare i svenska tingsrätter och förvaltningsrätter. Titeln har medeltida ursprung och finns i flera länder.

## I Sverige

### Titel för ordinarie domare i Sverige
Rådman är idag titeln för en ordinarie domare i en underrätt (tingsrätt eller förvaltningsrätt) i Sveriges domstolsväsen. Underrättens främste domare och chef eller chefsdomare har dock ämbetstiteln lagman. I tingsrätter med större organisation finns dessutom en sorts mellanchefer bland domarna som kallas för chefsrådman.

### Historik
Titeln rådman eller rådsherre var ursprungligen sedan medeltiden knuten till medlemmarna av en stads magistrat, som var stadens administration och styrelse och bestod av borgmästare och rådmän. De kallades även rådsförvant.
Ur denna magistrat utvecklades rådhusrätten som också bestod av borgmästare och rådmän. De senare kunde väljas av stadens borgare, medan borgmästarna utnämndes av Kungl. Maj:t bland tre av stadens borgare föreslagna personer (enligt 1809 års regeringsform § 31). Enligt 1809 års regeringsform § 31 utsågs dock rådmännen i Stockholm på samma sätt som borgmästare i övriga landet. Där utsåg Kungl. Maj:t alltså alla magistratens ledamöter på så sätt att en rådman eller borgmästare utsågs av Kungl. Maj:t bland tre av stadens borgerskap föreslagna personer.
Rådmännen var från början lekmän och motsvarade alltså nämndemän i häradsrätterna på landet och i tingsrätterna idag. Senare blev de juristutbildade domare i rådhusrätterna och idag i tingsrätterna. De icke-juristutbildade rådmännen kallades ibland för illitterata rådmän och båda kunde historiskt finnas samtidigt på en rådhusrätt (därför denna benämning).
Rådhusrätten var för övrigt fram till 1849 andra rättsinstans inom stadens "rågång" (6 kapitlet 1 § Rättegångsbalken i 1734 års lag), medan kämnärsrätten utgjorde första instans inom samma område.

## Motsvarigheter i andra länder

### I Norge
I Norge finns det en rådmann i varje kommun vilket motsvarar en kommunchef i Sverige, det vill säga rådmannen är kommunens ledande förvaltningschef. Denne lyder under kommunens ledande politiker i ett formannskap, eller byråd i de två största städerna, som motsvarar kommunstyrelsen i Sverige. Mer om detta finns i artikeln rådmann.

### I England och Wales
I främst rättssystemet för England och Wales är motsvarigheten magistrate (se en:Magistrate på engelska Wikipedia) och ingår i den lägsta domstolen Magistrates' Court sedan 1952 (se en:Magistrates' Court och en:Magistrates' Courts Act på engelska Wikipedia).
En annan historisk motsvarighet i engelsktalande länder för medlemmar av en stads styrelse är alderman. Ordet finns också på många andra språk, jämför exempelvis med ålderman på svenska. Se mer om detta i artikeln en:Alderman på engelska Wikipedia.